# 땡전 뉴스
땡전 뉴스, 또는 뚜뚜전 뉴스는 1981년부터 1987년까지 제5공화국의 전두환 정권 시절 뉴스를 빗대는 말로, 당시 뉴스에서 대통령이었던 전두환의 활동기사를 맨 먼저 보도한 데서 나온 것이다. 이름의 유래는 9시 시보가 ‘땡’ 하고 울린 후 나오는 헤드라인 또는 첫 소식에서 바로 ‘전두환 대통령은 오늘...’이라는 멘트가 나온 데서 따왔다.

## 뉴스 배치
1981년 정권을 잡은 신군부의 지시로 전두환 대통령의 소식을 무조건 뉴스 첫머리에 내보내게 하였다. 이에 각 방송사의 메인 뉴스는 대통령의 사소한 동정이라도 무조건 앞부분에 배치되었고, 이 때문에 자연히 민생과 관련된 주요 뉴스는 뒤로 밀려날 수밖에 없었다. 심한 경우에는 대통령 소식을 3개 이상 방송하기도 했다.

## 방송사간의 땡전 뉴스 경쟁
1980년대 대한민국의 TV 방송국은 KBS와 MBC가 전부였다. 이 두 방송사는 서로 전두환 대통령을 찬양하기 위해 땡전뉴스 경쟁을 벌이곤 했다. 그 예로 KBS에서는 대통령 영상만 취급하는 전용 편집실을 두고, 뉴스 편집 데스크와 청와대 담당 기자만이 사용할 수 있도록 하여 계속 땡전 뉴스를 보도하였다. 이러한 사실이 알려지자 경쟁 방송사인 MBC도 땡전 뉴스 전용 편집실을 만들게 되었다.
한편, 어느 날 대통령 동정 영상이 9시가 되도록 도착하지 않자, 결국 대통령 소식을 9시 뉴스 첫 번째 소식에 담지 못하고 겨우 두 번째 소식에 담게 되었는데, 이는 중대한 방송사고로 처리되어 당시 관련 기자는 3개월 감봉과 청와대 출입이 교체되는 중징계를 받기도 했다.

## KBS 수신료 납부 거부 운동(반 KBS 운동)
공영방송인 KBS가 앞장서 땡전뉴스를 방영하는 등 전두환 대통령의 찬양이 심해지자, 이런 KBS의 행동에 분노한 국민과 시민단체들은 1986년도부터 본격적으로 KBS 수신료 납부 거부운동을 벌였다. KBS 수신료 납부 운동의 영향으로 1984년에 1148억원대였던 KBS 수신료 징수액은 1988년 785억원으로 급감했으며 KBS 매출액에서 수신료가 차지하는 비중도 급감해 1987년 40% 아래로 떨어졌고 1988년부터 1990년까지 30%를 밑돌았다. 이 운동은 1987년 6월 항쟁에도 일부 영향을 미쳤다.

## 관련 인물
- 전두환(당시 대한민국의 11~12대 대통령)
- 이광표(당시 문화공보부 장관)
- 허문도(당시 언론통폐합 기획자)
- 이원홍(당시 KBS 사장 및 문화공보부 장관)
- 박현태(당시 KBS 사장)
- 정구호(당시 KBS 사장)
- 강용식(당시 KBS 보도국장)
- 이석희(당시 KBS 정치부장)
- 최동호(당시 KBS 9시 뉴스 앵커)
- 김광일(당시 KBS 9시 뉴스 앵커)
- 박성범(당시 KBS 9시 뉴스 앵커,15·17대 국회의원)
- 이윤성(당시 보도본부 24시 앵커,15~18대 국회의원)
- 이진희(당시 MBC 사장 및 문화공보부 장관)
- 이웅희(당시 MBC 사장 및 문화공보부 장관)
- 황선필(당시 MBC 사장)
- 이득렬(당시 MBC 뉴스데스크 앵커,22대 문화방송 전직 사장)
- 강성구(당시 MBC 보도국장, 해설주간, 뉴스데스크 앵커, 16대 국회의원, 21대 문화방송 전직 사장)
- 최우철(당시 MBC 뉴스쇼 및 여기는 MBC 앵커)
- 이은경(당시 MBC 생활뉴스 앵커)
- 김기도(당시 MBC 청와대 출입기자 및 청와대 방송담당 공보비서관)
- 조정민(당시 MBC 청와대 출입기자)
- 하순봉(당시 MBC 정치부장, 11·14~16대 국회의원)

## 같이 보기
- 보도 지침